# Linia kolejowa 14 Pápa – Csorna
Linia kolejowa Pápa – Csorna – linia kolejowa na Węgrzech. Jest to linia jednotorowa, niezelektryfikowana.

## Historia
Linia została oddana do użytku 1 sierpnia 1896 roku.